# Liv
Cette page présente le prénom Liv ainsi que ses variantes.
Liv est un prénom d'origine scandinave, le plus généralement féminin, issu du vieux norrois hlif (protection). En danois, norvégien et suédois contemporains, le substantif liv signifie « vie ».

## Occurrence
Le prénom Liv est principalement répandu en Norvège et, dans une moindre mesure, au Danemark et en Suède.
Les Liv sont fêtées le 2 octobre en Norvège et le 12 avril en Suède.
En anglais, « Liv » est parfois utilisé comme un diminutif du prénom Olivia.

## Histoire
Dans la mythologie nordique, Liv (Líf) et Lífþrasir sont le dernier couple survivant à la fin du monde (Ragnarök), cachés sous les racines de l'arbre monde Yggdrasil. D'eux renaîtra l'humanité.

## Personnes célèbres portant ce prénom
- Liv Bjørk, joueuse de handball norvégienne
- Liv Boeree, joueuse de poker britannique
- Liv Dommersnes, comédienne norvégienne
- Liv Fortes, joueuse de volley-ball brésilienne
- Liv Grete Poirée, biathlète norvégienne
- Liv Hornekær, physicienne danoise
- Liv Kristine, chanteuse de métal norvégienne
- Liv Lindeland, actrice et mannequin norvégienne
- Liv Mjönes, actrice suédoise
- Liv Sansoz, grimpeuse française
- Liv Strömquist, auteure de bande-dessinée suédoise
- Liv Tyler, actrice américaine
- Liv Ullmann, actrice, scénariste et réalisatrice norvégienne
- Liv Westphal, athlète française
- Liv Morgan, catcheuse américaine (nom de ring)
- Pour l'ensemble des articles sur les personnes portant ce prénom, consulter :
  - la liste des articles dont le titre commence par ce prénom
  - les listes produites par Wikidata : Liste des personnes de prénom « Liv » — même liste en incluant les éventuels prénoms composés qui contiennent « Liv ».